# Station Eigerwand
Station Eigerwand is een ondergronds spoorwegstation in de Zwitserse gemeente Grindelwald op 2.865 m.ü.M. hoogte vlak achter de noordwand van de Eiger. Het station is door een 6 km lange tunnel van station Jungfraujoch, het eindstation van de Jungfraubahn verwijderd.
Het station werd geopend als voorlopig eindstation van de spoorwegverbinding op 28 juni 1903, na zeven jaar bouwwerk aan de Jungfraubahn. De tunnelbouwers bereikten de locatie van het station reeds op 7 maart 1899. Het overlijden van de drijvende kracht achter de Jungfraubahn, Adolf Guyer-Zeller, op 3 april 1899, en zijn opvolging door zijn zoon zorgden voor een eerste vertraging. De verdere verbreding en afwerking van de tunnel en het station Eigerwand vergden ook nog de nodige tijd en werden in 1903 afgewerkt.
Enkel de treinen bergopwaarts stoppen in dit station. De trein blijft vijf minuten staan wat bezoekers toelaat te genieten door vensters in de noordwand van de Eiger van het uitzicht op Grindelwald. Het treinstation bevat ook een deur die op de noordflank uitgeeft. Deze route is reeds meermaals gebruikt voor reddingsacties om bergbeklimmers in problemen van de wand te ontzetten.

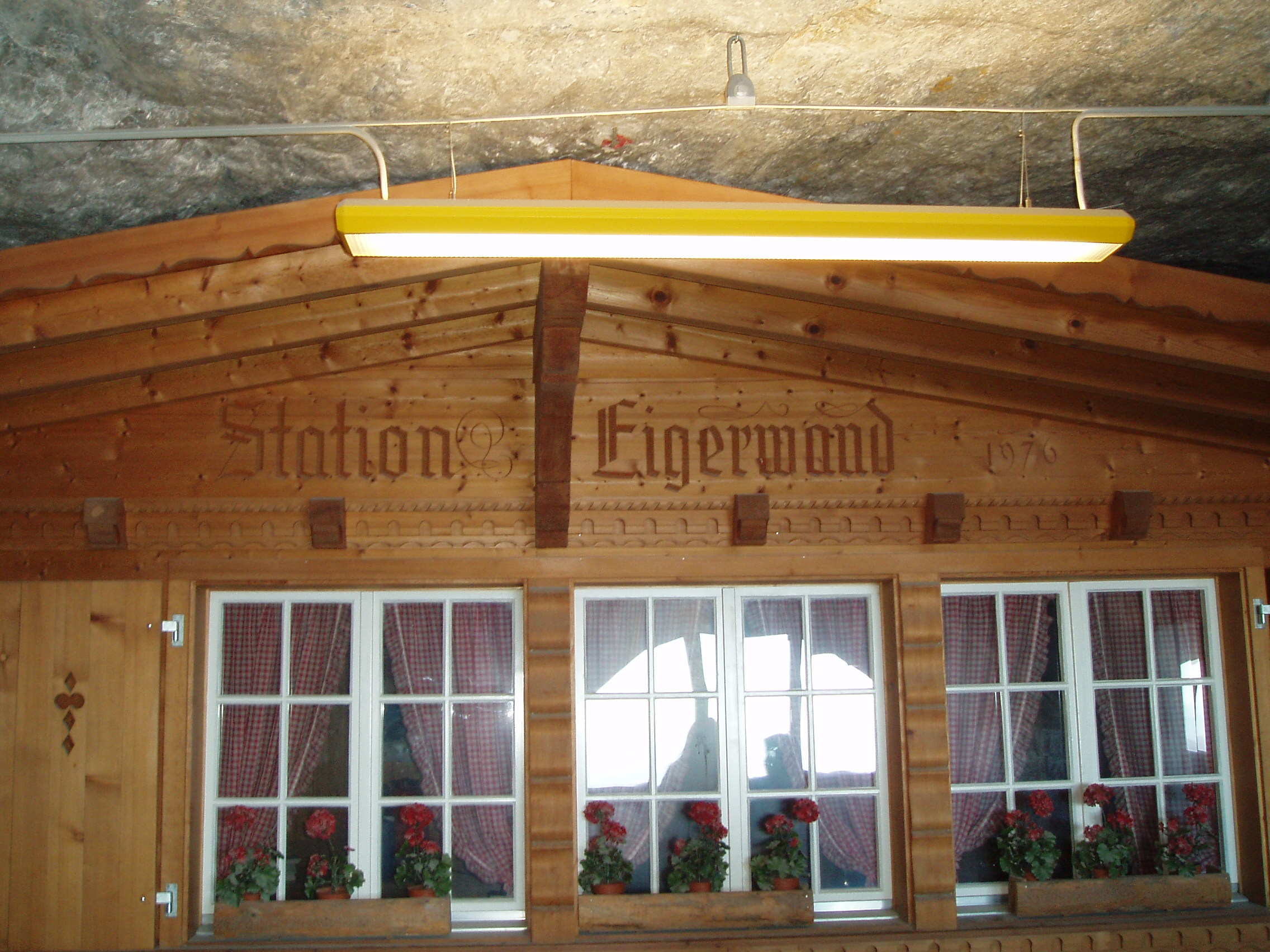
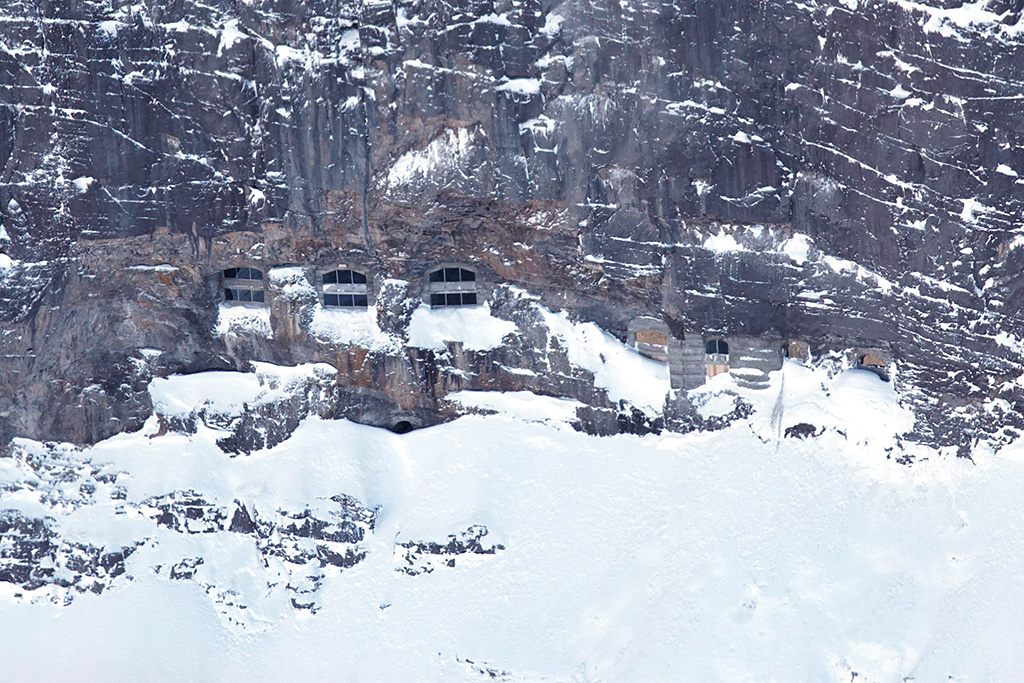